# Pipe
Pipe (lat. Curculionidae), najbrojnija porodica životinja na Zemlji (priznato 1998.), pripadaju kukcima (Insecta), red Coleoptera ili kornjaša. Ova porodica obuhvaća čak 5103 roda i preko 40.000 vrsta.
Starija podjela dijelila ih je na kratkokrilaše (curtirostri) i dugokrilaše (longirostri). U tzv. kratkokrilaše pripadaju od najvažnijih rodova Otiorhynchus, Sitona, Psalidium, Tanymecus, Phyllobius i Peritelus. U Hrvatskoj je prema Kovačiću zastupljeno 228 vrsta iz roda Otiorhynchus.
Pipe karakterizira pretežno smeđa boja glave s rilima, produljena prema naprijed. Ta rila znaju biti duža i od cijelog tijela, a ono pipama služi za za bušenje biljnog tkiva u koje ženka polaže jaja. Ličinke nemaju nogu (apodija) bijele su boje i žive u unutrašnjosti biljnih organa. Hrane se listovima biljaka na kojima pipe prave polukružne ureze.
Zbog svog načina prehrane pipe se smatraju štetnicima koji napadaju maslinu (maslinina pipa, Otiorhynchus cribricollis), vinovu lozu, breskve, marelice i druge voćke i niže biljke kao kukuruz (Kukuruzna pipa, Tanymecus dilaticollis, Gyll.), repu (Siva repina pipa, Tanymecus palliatus, Fabr.), blitvu (Blitvina pipa, Lixus junci Bob.), jagodu (jagodine pipe, Otiorhynchus)

## Potporodice
- Bagoinae Thomson C.G., 1859
- Baridinae Schoenherr, 1836
- Brachyceropseinae Aurivillius, 1926
- Ceutorhynchinae Gistel, 1856
- Conoderinae Schoenherr, 1833
- Cossoninae Schoenherr, 1825
- Cryptorhynchinae Schoenherr, 1825
- Curculioninae Latreille, 1802
- Cyclominae Schoenherr, 1826
- Entiminae Schoenherr, 1823
- Hyperinae Lacordaire, 1863
- Lixinae Schoenherr, 1823
- Mesoptiliinae Lacordaire, 1863
- Molytinae Schoenherr, 1823
- Orobitidinae Thomson C.G., 1859
- Platypodinae Shuckard, 1840
- Scolytinae Latreille, 1804
- Xiphaspidinae Marshall, 1920

Rodovi:
- Anomalops Kner, 1868
- Eucorynus Schoenherr, 1823
- Hadronotus Förster, 1856
- Phytonomus Schoenherr
- Xanorhinus LeConte & Horn, 1883

Animalia → Arthropoda → Insecta → Coleoptera → Curculionoidea → Curculionidae
- Curculionidae
- Curculionidae

## Rodovi
Aades, Abantiades, Abantiadinus, Abebaeus, Abrachybaris, Abrotheus, Acacacis, Acacallis, Acaerus, Acallapisus, Acalles, Acallestes, Acallocrates, Acallodes, Acallopais, Acallophila, Acallophilus, Acallopistellus, Acallopistus, Acallorneuma, Acalonoma, Acalyptops, Acalyptus, Acamatus, Acamptoides, Acamptopsis, Acamptus, Acanthobaris, Acanthobarisella, Acanthobrachium, Acanthobrachys, Acantholophus, Acanthomadarus, Acanthomerus, Acanthomus, Acanthophorus, Acanthopterus, Acanthoscelidius, Acanthotomicus, Acanthotrachelus, Acanthurus, Acarlosia, Acaropsis, Acatus, Acentrinops, Acentrus, Achelocis, Acherres, Achia, Achirozetes, Achlaenomus, Achopera, Achoperinus, Achradidius, Achrastenus, Achynius, Acicnemis, Aclees, Acmaegenius, Acnemiscelis, Acoenopsimorphus, Acoleomerus, Acoptorhynchus, Acoptorrhynchus, Acopturus, Acoptus, Acorthylus, Acrantus, Acrocoelopus, Acrodrya, Acrorius, Acroteriasis, Acrotomopus, Acrotychreus, Acryptorrhynchus, Acyphus, Acythogaster, Acythopeus, Acythophanes, Adaleres, Adansonius, Adel, Adelus, Aderorrhinus, Adexius, Adiaeretus, Adichotrachelus, Adionychus, Adioristus, Adisius, Adorenius, Adorhabdotus, Adosomus, Adryocoetes, Aeatus, Aechmura, Aedemonophilus, Aedemonus, Aedophronus, Aedriodes, Aegorhinus, Aegrius, Aegyptobaris, Aemus, Aenesias, Aepalius, Aesiotes, Aesychora, Aetherhinus, Aethreus, Aetiomerus, Afrochramesus, Afrolithinus, Afromicracis, Afrophytoscaphus, Afropolydrosus, Afrotrypetus, Agacalles, Agamentina, Agametina, Agametis, Agasphaerops, Agastegnus, Agasterocercus, Agathicis, Agatholobus, Agathorinus, Agenopus, Agestra, Agnesiotes, Agraphus, Agrestus, Agrilochilus, Agriochaeta, Agronus, Alatidotasia, Alceis, Alcides, Alcidodes, Alcidodoplesius, Aldonida, Aldonus, Alexiola, Alexirhea, Allanalcis, Allaorops, Allaorus, Allarthrum, Allernoporus, Allocionus, Allodactylus, Alloleptops, Allomegops, Allopertes, Alloprocas, Alloscolytoproctus, Allostegotes, Allostyphlus, Alluria, Alniphagus, Alocorhinus, Alocorrhinus, Alocyrtus, Alophinus, Alophus, Alphitodes, Alsirrhinus, Alsus, Altonomus, Alyca, Alycodes, Alyctus, Amadarellus, Amadus, Amalactus, Amalorrhynchus, Amalthus, Amalus, Amasa, Amasinus, Amathynetes, Amaurorhinus, Amaurorrhinus, Ambates, Amblycerus, Amblycnemus, Amblyochetus, Amblyrhinus, Amblyrrhinus, Ambonodiras, Ambonodirus, Ambrosiodmus, Ambrosiosmus, Ameladus, Amercedes, Amercedoides, Amercedoidus, Amerhinus, Amerhis, Ameris, Amerrhinus, Amesostylus, Amethylus, Amicromias, Amisallus, Amitrus, Ammocleonus, Amnesia, Amomphus, Amorbaeus, Amorbaius, Amorphocerus, Amorphocis, Amorphoidea, Amorphopus, Amorphorhinus, Amorphorinus, Amorphorrhinus, Amotus, Ampagia, Ampagiosoma, Ampeloglypter, Ampelogypter, Amphialus, Amphibaris, Amphicranus, Amphidees, Amphiderites, Amphideritus, Amphionotus, Amphioramphus, Amphiorramphus, Amphiskirra, Amphitmetus, Amphorygma, Amphyorhamphus, Amycterus, Amyctides, Amydrogmus, Amygdala, Amystax, Anaballus, Anacentrinus, Anacentrus, Anactodes, Anaemeroides, Anaemerus, Anaenomus, Anaeretus, Anagivenius, Anagotus, Analcis, Analeurops, Anambates, Anametis, Anaplesius, Anaptoplus, Anarciarthrum, Anascoptes, Anathaniops, Anathresa, Anatorcus, Anavallius, Anaxyleborus, Anazalinus, Anchistophilia, Anchitelus, Anchithyrus, Anchodemus, Anchonidium, Anchonocerus, Anchonocranus, Anchonomorpha, Anchonotorcus, Anchonus, Anchylorhynchus, Anchyptolicus, Anchyptolycus, Ancistropterus, Ancocis, Anculopus, Ancylocnemis, Ancyloderes, Ancylorrhynchodes, Ancylorrhynchus, Andibilis, Andiblis, Andrigintrabius, Anemeroides, Anemophilus, Anephilus, Anepigraphocis, Aneulobus, Aneuma, Aneurrhinus, Anexantha, Angelocentris, Angianus, Anilaus, Anillobius, Aniops, Anisandrus, Anisorhynchus, Anisorrhamphus, Anisorrhynchus, Anisus, Anodius, Anolethrus, Anomadus, Anomalodermus, Anomalops, Anomocerus, Anomocis, Anomoearthria, Anomoederus, Anomoemerus, Anomonychus, Anomophthalmus, Anones, Anoplocis, Anoplomorpha, Anoplus, Anopsilus, Anorthorhinus, Anosimus, Anosius, Anotesiops, Anotheorus, Anotiscus, Ansorus, Antarctobius, Antelmia, Antesimorpha, Antesis, Anthenius, Anthobaphus, Anthobaris, Anthobius, Anthomelus, Anthomorphus, Anthonomopsis, Anthonomus, Anthribisomus, Anthribus, Antilla, Antinia, Antispyris, Antistius, Antliarhinus, Antliarrhinus, Antyllis, Anypotactus, Aochetus, Aocnus, Aolles, Aomus, Aoplocnemis, Aoploninus, Aoromius, Aorus, Aosseterus, Aoxyonyx, Apantoteles, Aparete, Aparopion, Apate, Apatidotasia, Apatorhynchus, Apeltarius, Aphalidura, Aphanarthrum, Aphanocleptus, Aphanocorynes, Aphanommata, Aphela, Aphioda, Aphocoelis, Aphrastus, Aphrystanus, Aphyllura, Aphyocnemus, Aphyoda, Aphyomerus, Aphyonotus, Aphyorhamphus, Aphyorrhamphus, Aphytoscaphus, Apidocephalus, Apiezonotus, Apiophorus, Apirocalus, Apocnemidophorus, Apocryptus, Apocyrtidius, Apocyrtus, Apodrosus, Apoglostatus, Apolpones, Apopnictus, Aporimus, Aporolobus, Aporonotus, Aporotaxus, Apostasimerus, Apotmetus, Apotomoderes, Apotomorhamphus, Apotomorhinus, Apotomorrhamphus, Apotomorrhinus, Apotrepus, Apoxyleborus, Aprepes, Apries, Aprostoma, Apsis, Apsophus, Apteromechus, Apteronanus, Aptolemus, Apxyleborus, Aracanthus, Arachnipes, Arachnobas, Arachnomorpha, Arachnopus, Araeoscapus, Aragnomus, Aramigus, Arammichnus, Araptus, Archarias, Archeophalus, Archirozetes, Archobaris, Archocopturus, Archopactus, Arecocryptus, Arecophaga, Argoptochus, Arhenodes, Arhines, Arhinus, Aricerus, Aridiamerus, Ariphron, Ariphrons, Arixyleborus, Arniticus, Aroaphila, Arodenius, Aromagis, Arrhaptogaster, Arrhetus, Arrhines, Artapocyrtus, Artematocis, Artepityophthorus, Arthriticosoma, Arthrocorynus, Arthrotomoidellus, Arthrotomus, Artipus, Aryptacus, Aryptaeus, Asaphia, Asceparnus, Asclepiadorrhynchus, Asemus, Asetus, Asmaratrox, Asphalmus, Aspidiotes, Astegotes, Astethobaroides, Astratus, Astyage, Astycophilus, Astycophobus, Astycus, Astyphlus, Astyplus, Asynonychus, Asytesta, Atactoglymma, Atactophysis, Atactus, Atelicus, Atenismus, Atenistes, Aterpus, Athesapeuta, Athetes, Athrotomus, Athyreocis, Atinella, Atlantis, Atmesia, Atmetonychus, Atomorhinus, Atoporhynchus, Atorcus, Atractomerus, Atrichis, Atrotitis, Attactagenus, Attangus, Attarus, Attelabus, Attellabus, Atychonia, Atychoria, Atylodes, Aubeonymus, Aubeus, Auchmeresthes, Aucklandius, Auklandius, Aulachorhinus, Aulacobaridia, Aulacocnemus, Aulacus, Aulametopiellus, Aulametopus, Aularhinus, Auleutes, Aulobaris, Austrectopsis, Austroinsulus, Austroplatypus, Autonopsis, Aviranus, Axides, Axionicus, Axyraeus, Azygides, Babaultia, Baccharisphila, Baeodontocis, Baeorhopalus, Baeorhynchodes, Bagoimorphus, Bagous, Baiocis, Baladaeus, Balanephagus, Balanerhinus, Balaninorhynchus, Balaninorrhynchus, Balaninurus, Balaninus, Balanobius, Balanogastris, Balbus, Balearicola, Banarachos, Bantiades, Baocis, Baptobarinus, Baptobaris, Baranachos, Barianus, Baridiaspis, Baridiellus, Baridiomorpha, Baridis, Baridius, Barilepis, Barilepton, Barinogyna, Barinotus, Barinus, Baris, Bariscelis, Barisoma, Barisses, Baropsis, Barycerellus, Barycerus, Barydius, Barymerus, Barynotus, Baryopadus, Baryoxyonyx, Barypeithes, Barypithes, Barypithoides, Barysomus, Baryssus, Barystrabus, Barytychius, Bastactes, Bastaphorus, Batames, Batatarhynchus, Bathyaulacus, Bathyorygma, Bathyris, Bebelatus, Behrensiellus, Belka, Belonnotus, Belorrhinus, Bepharus, Berethia, Berosicus, Berosiris, Bicodes, Bignonibaris, Blaborhinus, Blastophagus, Blepiarda, Bleptocis, Bletonius, Blosyridius, Blosyrodes, Blosyrus, Bohemanius, Bolivianus, Bondariella, Bonomius, Bononius, Bonthaina, Borborocoetes, Borgmeierus, Borophloeus, Boroxylon, Boscarius, Bosquiella, Bostrichips, Bostrichus, Bostricus, Bostrychus, Botanebius, Bothinodroctonus, Bothrobatys, Bothrosternoides, Bothrosternus, Bothryperus, Bothynacrum, Bothynod, Bothynoderes, Bothynodontes, Bothynorhynchus, Bothynorrhynchus, Brachiodontus, Brachonnyx, Brachonyx, Brachyaspistes, Brachybaridius, Brachybaris, Brachycaulus, Brachyceropsis, Brachycerus, Brachychaenus, Brachycis, Brachycnemis, Brachycolobodes, Brachycyrtus, Brachydendrulus, Brachyderes, Brachyeuderes, Brachygeraeus, Brachyleptops, Brachylinoma, Brachymerinthus, Brachymycterus, Brachyogmus, Brachyolus, Brachyomus, Brachypezichus, Brachyporopterus, Brachypterus, Brachyrhinus, Brachyrhynchus, Brachyrrhinus, Brachyscapus, Brachysoma, Brachysomus, Brachyspartus, Brachystylodes, Brachystylus, Brachytrachelus, Bradybamon, Bradybatus, Bradybibastes, Bradycinetus, Bradyninus, Bradypatae, Bradyrhynchoides, Bradyrhynchus, Brantus, Bremondiscythropus, Bremondiscytropus, Brentus, Brephiope, Brésil, Breviophthorus, Brexius, Briarus, Brimoda, Brius, Bromegeraeus, Bromesia, Bronchus, Brownia, Bruchella, Bruchus, Bryachus, Bryochaeta, Bryodrassus, Bubalocephalus, Bubaris, Bufomicrus, Bufonus, Buprestobaris, Buskia, Buskiella, Bustomus, Buttikoferia, Byrrhus, Byrsia, Byrsopages, Byzes, Caccophryastes, Cacochromus, Cactopinorus, Cactopinus, Cadoderus, Caecossonus, Caenophanus, Caenopsimorphus, Caenopsis, Cairnsicis, Calacalles, Calandrinus, Calandromimus, Calcodermus, Calicyforus, Calidiopsis, Callinotus, Calliparius, Callirhopalus, Callistomorphus, Callizonus, Callomaoria, Caloecus, Calomycterus, Calophylaitis, Calorida, Calvertius, Calyptillus, Calyptops, Camarotus, Camelodes, Camerones, Camia, Camopis, Campbellorhinus, Campilirhynchus, Campipterus, Campthorinus, Campthorrinus, Camptocerus, Camptocheirus, Camptochirus, Camptorhamphus, Camptorhamptus, Camptorhinus, Camptorhynchus, Camptorrhinus, Camptoscapus, Campylirhynchus, Campyloscelus, Canephorus, Canistes, Canoixus, Canopinus, Canopis, Canopisella, Cantorhynchus, Carbonomassula, Carchesiopygus, Carcilia, Cardiopterocis, Cardroctonus, Carphobius, Carphoborites, Carphoborus, Carphodicticus, Carphonotus, Carphotoreus, Carpodes, Carponinus, Carpophloeus, Carposinus, Carrus, Carterus, Casidermus, Cassidermus, Cassythicola, Castenus, Catabonops, Catachaenus, Catagnatus, Catalalus, Catamonus, Catapastinus, Catapastus, Cataphractus, Catapionus, Cataponus, Catapycnus, Catarhynchus, Catarrhinus, Catasarcus, Catascythropus, Catastygnus, Catenophorus, Caterectus, Catergus, Cathormiocerus, Catiline, Catocalephe, Catodryobiolus, Catodryobius, Catolethromorphus, Catolethrus, Catoptes, Catorygma, Caulomorphus, Caulophilus, Caulosomus, Caulostrophilus, Caulostrophus, Caulotrupis, Cautoderus, Caviaphila, Cavibaris, Cechania, Cecractes, Cecyropa, Cedilaus, Cedosus, Celebia, Celetes, Celetotelus, Celeuthetes, Celia, Celidaus, Celntrinus, Cenchrena, Cenchroma, Cenocephalus, Centemerus, Centor, Centricnemus, Centrinaspidia, Centrinaspis, Centrinertus, Centrinites, Centrinogyna, Centrinoides, Centrinopsimorpha, Centrinopsis, Centrinopus, Centrinus, Centyres, Cephalalges, Cepurellus, Cepurus, Cerambyx, Ceratocrates, Ceratolepis, Ceratopus, Cercobaris, Cercopeus, Cercophorus, Ceropsis, Cerpheres, Ceryrhinus, Cesennia, Cestophorus, Ceuthorhynchidius, Ceuthorhynchus, Ceuthorrhynchidius, Ceuthorrhynchus, Ceuthorynchus, Ceutorhynchus, Ceutorrhynchidius, Ceutorrhynchus, Chacocybebus, Chaectetorus, Chaenosternum, Chaerius, Chaerodemas, Chaerodrys, Chaerorhinus, Chaerorrhinus, Chaetastus, Chaetechus, Chaetectetorus, Chaetectorus, Chaetobaris, Chaetoctesius, Chaetopantus, Chaetophloeus, Chaetophorus, Chaetoptelius, Chalcobaris, Chalcodermus, Chalcohyus, Chalcotrogus, Chalepoderus, Chaleponotus, Chalybodontus, Chamaelops, Chamaepsephis, Chaodius, Chapatiella, Chapuisia, Charactonemus, Charamus, Chauliopleurus, Chaunoderus, Chazarius, Chelonychus, Chelotonyx, Chepagra, Cherrus, Chilodendron, Chilodrosus, Chiloneonasus, Chiloneus, Chilonorhinus, Chiloxylon, Chimades, Chionanthobius, Chirogonia, Chirozetes, Chitonopterus, Chleuastes, Chloebius, Chloeobaris, Chlorastus, Chlorima, Chlorolophus, Chlorolopus, Chlorophanus, Chloropholus, Choerocephalus, Choerodrys, Choerorhamphus, Choerorhinoides, Choerorhinus, Choerorrhinoides, Choerorrhinus, Choerorrhynchus, Cholinambates, Cholinobaris, Cholomus, Cholus, Chomatocryptus, Chondronoderes, Choristorhinus, Chorophanus, Chortastus, Chramesus, Chriotyphus, Christensenia, Chromonotus, Chromosomus, Chryasus, Chrypsinorhinus, Chrysobaris, Chrysoloma, Chrysolophus, Chrysolopus, Chrysophoracis, Cidnorhinus, Cidnorrhinus, Cimbocera, Cimbus, Cionellus, Cionesthes, Cionistes, Cionopsis, Cionus, Cirorrhynchus, Cis, Cisowhitea, Cisowithea, Cissoanthonomus, Cissodicasticus, Cisurgus, Cladeyterus, Cladoborus, Cladoctonus, Cladoctoporcus, Claeoteges, Clandius, Claveriella, Clavimorphus, Cleistolophus, Cleobis, Cleogonus, Cleonis, Cleonus, Cleopomiarus, Cleopus, Clisis, Clypeolus, Clypeorhynchus, Clypeorrhynchus, Cnagius, Cnemargus, Cnemecoelus, Cnemidontus, Cnemidophorus, Cnemidoprion, Cnemidothrix, Cnemodon, Cnemodontus, Cnemogonus, Cnemonyx, Cnemotricha, Cnemoxytes, Cneorhinides, Cneorhinus, Cneorrhinicollis, Cneorrhinus, Cnesinus, Cnestus, Coccotorus, Coccotrypes, Codiosoma, Coecephalophonus, Coeleutetes, Coeliastes, Coeliodes, Coeliopus, Coeliosomus, Coelogaster, Coelonertinus, Coelonertodes, Coelonertus, Coelorrhamphus, Coelosternechus, Coelosterninus, Coelosternulum, Coelosternus, Coelostomus, Coenochira, Coenopsimorphus, Coenopsis, Coenorrhinus, Colabus, Colecerus, Coleobothrus, Coleocerus, Coleomeropsis, Coleomerus, Coleosternus, Collabismodes, Collabismus, Colobodellus, Colobodes, Colobotelus, Colobus, Coloecus, Colposternum, Colpothorax, Coluthus, Comasinus, Comesiella, Compsus, Conapion, Conarthrus, Confusoscolytus, Coniatus, Coniocleonus, Conlonia, Conocentrinus, Conocetus, Conoderes, Conomalthus, Conophoria, Conophorus, Conophthocranulus, Conophthorus, Conopis, Conoproctus, Conopsis, Conorhinus, Conorhynchus, Conorrhinus, Conorrhynchus, Conothorax, Conotrachelodes, Conotrachelus, Conradtiella, Copanopachys, Cophes, Coprodema, Coptoborus, Coptocaster, Coptodryas, Coptogaster, Coptomerus, Coptonotus, Coptorrhyn, Coptorrhynchus, Coptorus, Coptosomus, Copturodes, Copturomimus, Copturominus, Copturomorpha, Copturophanus, Copturosomus, Copturus, Coptus, Cordierella, Corecaulus, Coriacephilus, Corigetus, Corthycyclon, Corthylites, Corthylocurus, Corthylomimus, Corthylus, Corturus, Corynemerus, Corynephorus, Coryssobaris, Coryssoglymma, Coryssomerus, Coryssopus, Cosmobaris, Cosmocorynus, Cosmoderes, Cosmorhinus, Cosmpolites, Cossinoderus, Cossonideus, Cossonorhynchus, Cossonus, Costaroplatus, Costovia, Cotaster, Cotasteridus, Cotasteromimus, Cotasterophasis, Craniodicticus, Cranopoeus, Craponius, Craptidia, Craptoleptus, Craptus, Craspedotus, Crassiopus, Cratoblosis, Cratomerocis, Cratopechus, Cratopomorphus, Cratopopsis, Cratopus, Cratoscelocis, Cratosomus, Crepantis, Crioceris, Criphyphorus, Crisius, Critomerus, Croatus, Cropelia, Crossotarsinulus, Crossotarsus, Crostidia, Crostis, Crotanius, Cryphalites, Cryphalogenes, Cryphaloides, Cryphalomimetes, Cryphalomimus, Cryphalomorphus, Cryphalophilus, Cryphalops, Cryphalus, Crypharis, Cryphiphorus, Cryphyophthorus, Cryptacrus, Cryptarthrum, Cryptaspis, Cryptobaris, Cryptobathys, Cryptocarenus, Cryptocephalus, Cryptoceroides, Cryptocleptes, Cryptocurus, Cryptographus, Cryptometopus, Cryptommata, Cryptoplus, Cryptoporocis, Cryptorhis, Cryptorhynchus, Cryptorrhynchidius, Cryptorrhynchidus, Cryptorrhynchus, Cryptosternum, Cryptoxyleborus, Cryptulocleptus, Cryptulus, Crypturgus, Ctenomyophila, Ctenophorus, Ctenyophthorus, Ctonocryphus, Ctonoxylon, Cubicorrhynchus, Cubicosomus, Cucullothorax, Cumatotomicus, Cuneopterus, Curanigus, Curculeo", Curculeo("), Curculio, Curculioides, Curculionites, Curiades, Cyamobolus, Cyamomimus, Cyamomistus, Cyamonistus, Cyanobaris, Cychrotonus, Cyclas, Cycliscus, Cyclobarus, Cycloderes, Cyclomaurus, Cyclomias, Cyclomus, Cycloporopterus, Cyclopterus, Cycloptochus, Cyclopus, Cyclorhipidion, Cycloteres, Cycloterinus, Cycloterodes, Cycotida, Cydianerus, Cydmaea, Cydostethus, Cylindra, Cylindridia, Cylindrobaris, Cylindrocerinus, Cylindrocerus, Cylindrocopturus, Cylindrocorynites, Cylindrocorynus, Cylindromus, Cylindropalpus, Cylindrorrhinus, Cylindrothecus, Cylindrotomicus, Cylloderus, Cyllophorus, Cylloproctus, Cylloramphus, Cyllorhamphus, Cylydrorhinus, Cymatobaris, Cymotrox, Cynanchophagus, Cynethia, Cynotrachelus, Cyphalus, Cyphicerinus, Cyphicerus, Cyphipterus, Cyphocleonus, Cyphocopturus, Cyphodellus, Cyphoderocis, Cyphogonus, Cyphoides, Cyphometopus, Cyphomimus, Cyphomydica, Cyphopsis, Cyphorhinus, Cyphorhynchus, Cyphorrhynchus, Cyphorrynchus, Cyphoscelis, Cyphosemus, Cyphosenus, Cyprus, Cyrionyx, Cyriophthalmus, Cyrtepistomus, Cyrtobaris, Cyrtogenius, Cyrtolepidopus, Cyrtolepis, Cyrtolepus, Cyrtomon, Cyrtops, Cyrtotomicus, Cyrtozemia, Cytorrhinus, Cyttalia, Dacnirotatus, Dacnirus, Dacnophthorus, Dacnophylla, Dacryophthorus, Dacryostactus, Dacryphalus, Dactylipalpus, Dactylocrepis, Dactylopselaphus, Dactylorhinus, Dactylotrypes, Dactylotus, Daedania, Daedicorhynchus, Dahlgrenia, Dalcesia, Damarites, Damicerus, Damurus, Danae, Dascillus, Dasydema, Davidis, Dealia, Deamphus, Decasticha, Decilaus, Decirhynchus, Decophthalmus, Decorseia, Degis, Deinocossonu, Deipyle, Deipyrus, Deiradognathus, Deiradognatoidus, Demenica, Demimaea, Demoda, Demosomus, Demyrsus, Dendostygnus, Dendriops, Dendrochilus, Dendrocranulus, Dendroctonomorphus, Dendroctonus, Dendrodicticus, Dendrographus, Dendropaemon, Dendroplatypus, Dendrosinus, Dendroterus, Dendrotrupes, Dendrotrypum, Dendrurgus, Dentostygnus, Depresseremiarhinus, Deracanthus, Derbya, Derbyella, Dercynus, Derelobus, Derelominus, Derelomorphus, Derelomus, Dereodus, Deretiodes, Deretiosoma, Deretiosomimus, Deretiosus, Dericinus, Dermatodes, Dermatodina, Dermatoxenus, Dermestes, Dermothrius, Dermotrichus, Deropria, Derosomus, Desbrochersella, Desiantha, Desmidophorinus, Desmobaris, Desmoglyptus, Desmoris, Desmosomus, Dexagia, Diabathrarius, Diacavus, Diaecoderus, Dialeptopus, Diallobius, Dialomia, Dialomiaspis, Diamerides, Diamerus, Diametus, Diamimus, Diapelmus, Diaphanops, Diaphna, Diaphorocis, Diaporesis, Diaprepes, Diaprosomus, Diapus, Diastethus, Diasthetus, Diastrophilus, Diatassa, Diathryptus, Diatmetus, Dicasticus, Dichelotrox, Dicherotropis, Dichotrachelus, Dichotychius, Dichoxenus, Dicomada, Dicorrhinus, Dicranthus, Diethicus, Diethusa, Dietzia, Diglossotrox, Dimesus, Dinapries, Dinas, Dinocleus, Dinomorphus, Dinoplatypus, Dinorrhopala, Dinosius, Diodyrrhynchus, Dioedimorpha, Diomia, Dionychus, Dioptrophorus, Diorycaulus, Diorycentrinus, Diorymerellus, Diorymeropsis, Diorymerus, Dioryserratus, Diotrophorus, Dipaltosternus, Diphilus, Diplogrammus, Dirabius, Dirambon, Dirhoxenus, Dirodes, Dirotognathus, Discophorellus, Discophorus, Disostinus, Dissopygus, Diuris, Dixoncus, Dochorhynchus, Docorhinus, Dodecastichus, Doetes, Doidyrhynchus, Doleropus, Dolichobaris, Dolichocephalocyrtus, Dolichoscelis, Dolichotelus, Dolioceuthus, Doliopygus, Dolurgocleptes, Dolurgus, Donorrhopala, Donus, Dorasomus, Dorymerus, Dorytomodes, Dorytomorpha, Dorytomus, Dorytosomimus, Drassicus, Drepanambates, Drepanoderes, Drusenatus, Dryocoetes, Dryocoetinus, Dryocoetiops, Dryocoetoides, Dryomites, Dryopais, Dryotomicus, Dryotomus, Dryotribus, Dryoxylon, Dufauiella, Dynatopechus, Dyscamptorhinus, Dysceroides, Dyscerus, Dyschaenium, Dyscheres, Dyslobus, Dysmachus, Dysomma, Dysommatus, Dysopeomus, Dysopirhinus, Dysostines, Dysostinus, Dyspeithes, Dysphiles, Dysprosoestus, Dysticheus, Dystirus, Dystropicus, Eccoptogaster, Eccoptopterus, Eccoptus, Eccroptus, Echinaspis, Echinocnemus, Echinodera, Echinoderma, Echinomorphus, Echinonotus, Echinopeplus, Echinosomidia, Ecildaus, Ecnomognathus, Ecrizothis, Ectamnogaster, Ectatocyba, Ectatops, Ectatopsides, Ectatorhinus, Ectatorrhinus, Ectatotychius, Ectemnomerus, Ectmetaspidus, Ectomastes, Ectopsis, Ectyrsus, Edesius, Edmundia, Edo, Eggersia, Egiona, Eidognathus, Eidophelus, Eiratus, Eisonyx, Ekkoptogaster, Elasmobaris, Elasmorhinus, Elassonyx, Elassophilus, Elassoptes, Elattocerus, Eleagna, Elichora, Elissa, Ellatocerus, Elleschodes, Elleschus, Ellescus, Ellimenistes, Ellimorrhinus, Elliptobaris, Elmidomorphus, Elpinus, Elytrocallus, Elytrocheilus, Elytrocoptus, Elytrodes, Elytrodon, Elytrogonus, Elytroteinus, Elytroxys, Elytrurus, Elzearius, Embaphiodes, Embates, Embolodes, Embrithes, Emexaure, Emmaria, Emmeria, Emnothus, Empaeotes, Emperorrhinus, Empira, Emplesis, Empleurus, Empolis, Emydica, Enaptomias, Enaptorrhinus, Encalus, Enchymus, Encosmia, Endaeopsis, Endaeus, Endeochetus, Endymia, Enicoderus, Enide, Eniopea, Enomides, Enoplopactus, Enops, Enteles, Entimus, Entium, Entomoderus, Entrypotrachelus, Entypotrachelus, Entyus, Eocossonus, Eocryphalus, Eodinus, Epacticus, Epagriopsis, Epagrius, Epamoebus, Epheboerus, Ephelops, Epherina, Ephimeropus, Ephimerostylus, Ephimerus, Ephrycinus, Ephrycus, Epicaerus, Epicalus, Epichthonius, Epicthonius, Epilaris, Epilasius, Epilaterus, Epilectus, Epilobaspis, Epimeces, Epimechus, Epimerogryphus, Epimerogrypus, Epipedomorphus, Epipedorhinus, Epipedosoma, Epipedus, Epiphaneus, Epiphanops, Epiphylax, Epiplatypus, Epipolaeus, Epiramphus, Epirhynchus, Epirrhamphus, Epirrhynchus, Episidiocis, Episomellus, Episomoides, Episomus, Epistrophus, Epitasis, Epitimetes, Epitosus, Epizorus, Epomadius, Epsips, Eptacus, Erasmus, Erebaces, Eremiarhinus, Ereminarius, Eremnodes, Eremnoschema, Eremnus, Eremonychus, Eremotes, Erepsimus, Erethistes, Ergania, Ergias, Ericryphalus, Ericydeus, Erineophilus, Erineosinus, Erioschidias, Eriosinus, Erirhinus, Erirrhinoides, Erirrhinus, Erischidias, Eristinus, Eristus, Ernocladius, Ernocryphalus, Ernophloeus, Ernopocerus, Ernoporicus, Ernoporides, Ernoporus, Erodiscus, Erycosomus, Erymneus, Erytenna, Esamus, Essolithna, Estenoborus, Etelda, Eteophilus, Ethadomorpha, Ethadopselaphus, Ethas, Ethelcus, Ethelda, Ethemaia, Etheophanus, Ethocis, Euacalles, Euanthes, Eublepharus, Eubrychius, Eubulomus, Eubulopsis, Eubulus, Eucalus, Eucalyptocis, Euchaetes, Eucilinus, Euclyptus, Eucoleocerus, Eucoleomerus, Eucolobodes, Eucoptoderus, Eucopturus, Eucoptus, Eucorynemerus, Eucossonus, Eucras, Eucrines, Eucrostus, Eucycloteres, Eucyllus, Eudamarus, Eudela, Euderes, Euderoides, Eudiagogus, Eudiagopus, Eudialomia, Eudipnus, Eudius, Eudmetus, Eudociminus, Eudocimus, Eudontus, Eudraces, Eudyasmodes, Eudyasmus, Eueides, Eufaustia, Eugallus, Eugeniodecus, Eugeonemus, Eugeraeus, Eugivenius, Eugnathus, Eugnomus, Eugymnobaris, Euhackeria, Euides, Eulechriops, Eulepiops, Eulophodes, Eulytocerus, Eumacrocyrtus, Eumeces, Eumegamastus, Eumestorus, Eumicronyx, Eumononycha, Eumycterus, Eumyllocerus, Eunechyrus, Eunicentrus, Eunyssobia, Euomella, Euomus, Euonychus, Euophyrum, Euoropsis, Eupachyrrhynchus, Eupages, Eupagiocerus, Eupagoderes, Euperitelus, Euphalia, Eupholocis, Eupholus, Eupiona, Euplatinus, Euplatypus, Eupteroxylon, Euptilius, Eupyrgops, Eurhamphus, Eurhin, Eurhinopsella, Eurhinopsis, Eurhopala, Eurhoptus, Eurhynchomys, Eurilia, Eurychirus, Eurycis, Eurycorynes, Eurydactylus, Eurylobus, Eurylophus, Eurymetopinus, Eurymetopocis, Eurymetopus, Eurynchus, Eurynotia, Euryommatus, Euryomus, Eurypages, Euryporopterus, Eurysaces, Euryscapus, Eurysia, Euscapus, Euscepes, Eusemio, Eusoma, Eusomatulus, Eusomatus, Eusomenes, Eusomostrophus, Eusomus, Eustales, Eustalida, Eustalis, Eustatius, Eustolomorphus, Eustolus, Eustylomorphus, Eustylus, Eusynnada, Eutassa, Eutecheus, Euterpia, Euthebus, Euthicus, Euthoron, Euthycodes, Euthycus, Euthyphasis, Euthyrhamphus, Euthyrhinus, Euthyrinus, Euticheus, Eutinobothrus, Eutinophaea, Eutinopus, Eutornopsis, Eutornus, Eutoxus, Eutyrhinus, Euwallacea, Euzathanius, Euzurus, Evadodes, Evadomorpha, Evaniocis, Evas, Everges, Evotus, Exaetoderes, Exarcus, Exeiratus, Exemaure, Exilis, Exithioides, Exithius, Exmacrocyrtus, Exnothapocyrtus, Exochus, Exodema, Exomesites, Exomias, Exonastus, Exonotus, Exophthalmida, Exophthalmodes, Exophthalmus, Exorides, Falciger, Falklandius, Falsocossonus, Farnia, Fatuellus, Faustiella, Faustinus, Felicienella, Fergusonia, Festus, Ficicis, Ficiphagus, Fishonia, Floresianus, Fontenellus, Forandia, Forandiopsis, Formanekia, Foucartia, Fronto, Fryella, Furcipus, Galloisia, Gandarius, Ganymela, Ganyopis, Garnia, Gasterocercodes, Gasterocercus, Gasteroclisus, Gasterosaga, Gastrocerus, Gastrocis, Gastrodus, Gastrotaphrus, Gaurocryphus, Gayella, Gelus, Genalia, Genestus, Genevra, Genus Dubiosum, Genyocerus, Geobyrsa, Geochus, Geoderces, Geodercodes, Geomorus, Geonemides, Geonemus, Geonomus, Geophilus, Georrhynchus, Geotragus, Geraeopsis, Geraeus, Geranorrhinus, Germariella, Gerstaeckeria, Gerynassa, Getacalles, Getopsephus, Gitonischius, Giveniopsis, Givenius, Gladiosius, Gladosius, Glaphyrometopus, Glaridorrhinus, Glaucopela, Glechinus, Gleoxenus, Glochicopterus, Glochinocerus, Glochinorrhinus, Glochiphorus, Gloeodema, Gloeotrogus, Glostatus, Glycaria, Glyphagia, Glyphoramphus, Glyphostethus, Glyptobaridia, Glyptobaris, Glyptobaroides, Glyptoderes, Glyptogeraeus, Glyptoporopterus, Glyptosomus, Gnatharus, Gnathoborus, Gnathocortus, Gnathocranus, Gnathoglochinus, Gnatholeptus, Gnathomimus, Gnathophorus, Gnathophthorus, Gnathotrichoides, Gnathotrichus, Gnathotrupes, Gnathotrypanus, Gnoma, Goniorrhinus, Gonipterus, Gonocleonus, Gononotus, Gonotrachelus, Gorgus, Graphognathus, Graphonotus, Graphorhinus, Graphorrhinus, Graptus, Gravatageraeus, Gretschkinia, Griffithia, Griphosternus, Groatus, Gromilus, Gronops, Gronosphilia, Grummi, Gryphosternus, Grypidiopsis, Gryporrhynchus, Grypus, Guiomatus, Guioperus, Gunodes, Gygaeus, Gymnaetron, Gymnetron, Gymnobaris, Gymnochilus, Gymnomorphus, Gymnonotus, Gymnopholus, Gymnoporopterus, Gynaria, Gyponychus, Gyratogaster, Gyrodus, Hadracalles, Hadramphus, Hadrodemius, Hadromeropsis, Hadromerus, Hadronotus, Hadropus, Hadrorhinus, Hadrorrhinus, Hagedornus, Halliella, Halliellara, Halophagus, Halorhynchus, Haloxenus, Halystus, Hamaba, Hammacerus, Hammatostylus, Hapalogenius, Hapalophloeus, Haplochetus, Haplocorynus, Haplolobus, Haplonyx, Haplopus, Haplostethops, Haptomerus, Harotreus, Hasidellus, Hasidus, Hatasu, Hauserella, Haversia, Hectaeus, Hedycera, Hedychrous, Hedyopis, Heilipus, Helaeniella, Heleriella, Heliomene, Heliophilus, Heliorhynchus, Hemicolpus, Hemicryphalus, Hemideres, Hemigaster, Hemihylesinus, Hemiliopsis, Hemilius, Hemiphytobius, Henonia, Heomus, Heptarthrum, Herpisticus, Herpysticus, Hesperobaris, Heteramphus, Heteraomus, Heterarthrus, Heteroballus, Heteroborips, Heterobothroides, Heterobothrus, Heterodactylus, Heterodiscus, Heteroglymma, Heteromalius, Heteromias, Heteronus, Heteronyx, Heterophasis, Heteropsis, Heteroptochus, Heteropus, Heteroscapus, Heteroschoinus, Heterosternus, Heterostylus, Heterotyles, Heterotylus, Heurippa, Hexacolinus, Hexacolus, Hexacoptus, Hexaphyllus, Hexymus, Heydeneonymus, Heydenia, Heydenonymus, Hibberticola, Hilipimorphus, Hilipinus, Hilipus, Himatinum, Hinnulus, Hiotidius, Hiotomicrus, Hiotopsis, Hiotus, Hipporhinops, Hipporhinus, Hipporhis, Hipporrhinus, Hispibaris, Histeropus, Hitomicrus, Hlavena, Hodurus, Hoemoedenodema, Holcorhinus, Holonychus, Holorrhynchus, Holorygma, Homaleptops, Homalinotus, Homalirhinus, Homalocyrtus, Homalomorphus, Homalonotus, Homalorhinus, Homalorrhinus, Homalorrhynchus, Homalotrogus, Homapterus, Homarus, Homeotrachelus, Homodus, Homoeocryphalus, Homoeometamelus, Homoeonychus, Homoeopus, Homoeostethus, Homogaster, Homoiozemus, Homoreda, Homorhythmus, Homorosoma, Homorythmus, Hoplidotasia, Hoplites, Hoplitontus, Hoplitopales, Hoplitophthorus, Hoplitrachelus, Hoplocneme, Hoplocopturus, Hoplocossonus, Hoplodecilaus, Hoplopactus, Hoploparoxus, Hoplorhinus, Hoplorrhinoides, Hoplorrhinus, Hoplotrigonops, Hormops, Hormorus, Hormotrophus, Hovanegrius, Hovanobaris, Hovaphytobius, Howeocis, Huamboica, Huarucus, Hulpes, Hulpesellus, Hulpsellus, Hustachea, Hustacheoxyonyx, Hybauchenia, Hybicus, Hybolius, Hybomorphus, Hybophorus, Hyborrhynchus, Hycanus, Hydronomus, Hydronoplus, Hygrochus, Hylastes, Hylastinoides, Hylastinus, Hylastites, Hyledius, Hyleops, Hylescierites, Hylesinites, Hylesinopsis, Hylesinosoma, Hylesinus, Hylobius, Hylocurosoma, Hylocurus, Hylonius, Hyloperus, Hylurdrectonus, Hylurgonotus, Hylurgopinus, Hylurgops, Hylurgulus, Hylurgus, Hymeniphades, Hyomora, Hyorrhynchus, Hypactus, Hyparinus, Hypaspistes, Hypera, Hyperiosoma, Hypermetra, Hyperodes, Hyperoides, Hyperomias, Hyperomorpha, Hyperomorphus, Hyperstylus, Hypertensus, Hyphaene, Hyphanthus, Hyphantus, Hypnideus, Hypoborus, Hypocentrinus, Hypocoeliodes, Hypocolobus, Hypocryphalus, Hypogymnius, Hypohypurus, Hypolagocaulus, Hypoleschus, Hypomeces, Hypomecus, Hypomolyx, Hyponotus, Hypopentarthrum, Hypophylax, Hypophypurus, Hypoplagius, Hypoptus, Hypotagea, Hypothenemus, Hypothenoides, Hypsocleonus, Hypsometopus, Hypsomias, Hypsomus, Hypsonotus, Hypsophorus, Hypurus, Iasides, Ichniochetus, Idaspora, Idastes, Idernus, Idiopsida, Idiopsis, Idiostethus, Idogenia, Idopelma, Idorhynchus, Idotasia, Idus, Ilacuris, Ilamania, Ileomus, Illidgea, Imaliodes, Imalithus, Imathia, Imatiodes, Imera, Inaccodes, Incentia, Indecentia, Indocryphalus, Inocatoptes, Inophloeus, Inosomus, Inososgenes, Iops, Iopsidaspis, Iothocorynus, Iotomia, Iphipus, Iphisaxus, Iphisomus, Iphius, Ips, Ipsichora, Ipsocossonus, Iptergonus, Irenimus, Isanates, Isaniris, Isax, Ischiomastus, Ischionoplus, Ischnobrotus, Ischnomias, Ischnopus, Ischnotrachelus, Isochnus, Isocopturus, Isodacrys, Isodrusus, Isoleptus, Isomerinthus, Isomerus, Isomicrus, Isonycholips, Isophthorus, Isopterus, Isorhamphus, Isorhinus, Isorhynchus, Isotocerus, Isotornus, Isotrachelus, Isotrogus, Isus, Ita, Ithaura, Ithyphallus, Ithyporoidus, Ithyporus, Ittostira, Ixalma, Izonetes, Jonthocerus, Jops, Jopsidaspis, Jozena, Juanobia, Juanorhinus, Jugocryphalus, Justus, Kangaropus, Kangoropus, Kasakhstania, Keibaris, Kelantanius, Kentraulax, Kershawcis, Kietana, Kirschia, Kissophagus, Kobuso, Kocheriana, Königius, Kronii, Kurilonus, Laccoproctus, Lachnaeus, Lachnopus, Lachnotarsus, Lacordaireus, Lacordairius, Ladoice, Ladustaspis, Ladustes, Laemomerus, Laemorchestes, Laemosaccus, Lagenolobus, Lagenotenes, Lagocaulus, Lagostomus, Lalagetes, Lamellocopturus, Lamprobaris, Lamprochrus, Lamprocyphus, Lamprohypera, Lamyrus, Landolphianus, Lanurgus, Laodia, Laogonia, Laparocerus, Larides, Larinosomus, Larinus, Lasiobaris, Lasiopus, Lasiorrhynchites, Lasiotrupis, Lasiotylodes, Lataurinus, Lathiphronus, Latiphronus, Latychus, Lauromus, Lecanophora, Lechrioderus, Lechriops, Leianisorhynchus, Leiomerus, Leiophloeus, Leiopterus, Leiosoma, Leiosomus, Lembodes, Leperisinus, Lepicerinus, Lepiceriodes, Lepiceroides, Lepicerus, Lepidastycus, Lepidobaris, Lepidocricus, Lepidophorus, Lepidosoma, Lepidosphyris, Lepidospyris, Lepidotychius, Lepilius, Leposoma, Lepropus, Leprosomus, Leptarthrous, Leptarthrus, Leptinobaris, Leptobaris, Leptocentrinus, Leptocerus, Leptocorynus, Leptodemasius, Leptogarnia, Leptoladustes, Leptolepurus, Leptolepyrus, Leptomadarus, Leptomias, Leptomimus, Leptommatus, Leptonemus, Leptops, Leptorrhynchus, Leptorynchus, Leptosaldius, Leptoscapus, Leptoschoinella, Leptoschoinus, Leptosomus, Leptosphaerotus, Leptospyris, Leptostethus, Leptoxyleborus, Lepydnus, Lepyrus, Lerius, Letznerella, Leucochromus, Leucodrosus, Leucomelacis, Leucomgius, Leucomigus, Leucon, Leucosomus, Leucothyreocis, Leurops, Leurostenus, Lexithia, Lichenophagus, Lichnus, Lifucolonus, Lignyodes, Limnobaris, Limnobaroides, Limobius, Linogarnia, Linogeraeus, Linoma, Linomadarus, Linomaspis, Linonotus, Lioanones, Liobaridia, Liocentrinus, Liogivenius, Liolepta, Liometophilus, Liophlaeus, Liophlocus, Liophloeodes, Liophloeus, Liosoma, Liosomus, Liosthenus, Liotheantis, Lioxyonyx, Lipancylus, Liparis, Liparogetus, Liparthrum, Liparus, Lipommata, Lipothyrea, Lipothyren, Lispodemus, Lisporhinus, Lissobaris, Lissoclastus, Lissocryptus, Lissoderes, Lissoglena, Lissomenes, Lissopsis, Lissorhinus, Lissorrhinus, Lissotarsus, Listroderes, Listroderus, Listronotus, Listrorrhynchus, Lithinus, Lithocia, Lithocryptus, Lithodus, Litobaris, Litodactylus, Litomerus, Litostylus, Liturgus, Lixellus, Lixodes, Lixomorpha, Lixosomus, Lixus, Lobaspis, Lobetorus, Lobocodes, Loboderes, Loboderinus, Lobops, Loborhynchus, Loborrhynchus, Lobosoma, Lobotrachelus, Loceptes, Locobodes, Loemosaccus, Loganius, Lolatismus, Lomederus, Lonchocerus, Lonchophorus, Loncophorus, Lophobaris, Lophocephala, Lophocheirus, Lophochirodes, Lophochirus, Lophoderes, Lophodes, Lophotectorus, Lophotus, Lordops, Lorena, Ludovix, Lujaiella, Lupinocolus, Lupulina, Lybaeba, Lyboeba, Lychnuchus, Lycosura, Lydamis, Lymantes, Lymantor, Lyperobates, Lyperobius, Lyperopais, Lyprodes, Lyprus, Lysizone, Lystrus, Lysturus, Lyterius, Machaerocnemis, Machaerostylus, Macipus, Macracalles, Macrambates, Macramycterus, Macrancyloides, Macrancylus, Macraulacus, Macriops, Macrobaris, Macrobrachonyx, Macrocephalus, Macrocopturus, Macrocordylus, Macrocorynus, Macrocryphalus, Macrocyrtus, Macroentomoderus, Macrolechriops, Macromeropsis, Macromerus, Macropoda, Macrops, Macroptatus, Macropterus, Macrorevena, Macrorhoptus, Macrorhyncolus, Macroscytalus, Macrostylus, Macrostyphlus, Macrotarrhus, Macrotarsus, Macrotimorus, Madarellus, Madaropsides, Madaropsis, Madarus, Madopterus, Maechius, Maemactes, Maes, Magaris, Magdalinops, Magdalinus, Magdalis, Malacobius, Maleuterpes, Mallerus, Malonotus, Malosomus, Mamuchus, Mandalotus, Mantias, Margadillius, Marmarochelus, Marmaropus, Mascarauxia, Maseorhynchus, Mastersinella, Mataxus, Matrilia, Mauritinus, Mazagranus, Mazenes, Mazurai, Mazuranella, Mecaspis, Mecheriostrophus, Mechistocerus, Mechoris, Mecimus, Mecinops, Mecinopsis, Mecinus, Mecistocerus, Mecistocorynus, Mecistostylus, Mecobaris, Mecocorynus, Mecomastyx, Mecomerinthus, Mecopelmus, Mecopeltus, Mecopoidellus, Mecopomorphus, Mecopus, Mecosargon, Mecostylus, Mecyslobus, Mecysmoderes, Mecysolobus, Medicasta, Medisus, Megabaris, Megachirus, Megacolabus, Megalobaris, Megalocorynus, Megalometis, Megalostylodes, Megalostylus, Megamastodes, Megamastus, Megamecus, Megaplatypus, Megapterum, Megarhinus, Megarrhinus, Megavallius, Megops, Meionops, Meira, Meiranella, Melactus, Melaleucus, Melamomphus, Melampius, Melanegis, Melanocyphus, Melanolia, Melanteriosoma, Melanterius, Melarhinus, Melarrhinus, Melbonus, Meleus, Melitobaris, Memes, Menares, Mendozella, Menechirus, Menecleonus, Menecopes, Menectetorus, Menemachus, Menesinus, Menetypus, Meneudetus, Meniomorpha, Menios, Menoetius, Menostoma, Meotiorrhynchus, Merimnetes, Meringopalpus, Merionus, Meripherellus, Meripherinus, Meriphus, Merisma, Merocarterus, Merocnemus, Merodontus, Meroleptus, Merophorus, Meroprion, Meropsilus, Merulia, Merulla, Merunymus, Mesagroicus, Mesites, Mesitomorphus, Mesitorhynchus, Mesophyletis, Mesoplatypus, Mesoptilius, Mesoreda, Mesoscolytus, Mesostylus, Mesothanius, Mesoxenomorphus, Mesoxenophasis, Mestorus, Metacalles, Metacorthylus, Metacymia, Metadrosus, Metadupus, Metahylastes, Metahylesinus, Metallites, Metamelus, Metanthia, Metapiorrhynchus, Metapocyrtus, Metaptous, Metastrabus, Metatyges, Meteremnus, Metetra, Methidrysis, Methone, Methyorrhina, Methypora, Metialma, Metopoma, Metoponeurys, Metoposoma, Metrania, Metraniella, Metraniomorpha, Metrianopsis, Metrioderus, Metriophiloides, Metriophilus, Metyrculus, Metyrus, Miarus, Miccotrogus, Micracidendron, Micraciops, Micracis, Micracisella, Micracisoides, Micracites, Micralcinus, Micraonychus, Micrapries, Micrelus, Microbaridia, Microbaris, Microberosiris, Microborus, Microbothrus, Microcholus, Microcleogonus, Microcopes, Microcorthylus, Microcossonus, Microcraptus, Microcryptorhynchus, Microcryptorrhynchus, Microforandia, Microgonus, Microhimatium, Microhyus, Microlarinus, Micromadarus, Micromastus, Micromesites, Micromimus, Microminus, Micronyx, Micropalocus, Micropeltastes, Micropentarthrum, Microperus, Microphyes, Microplatymerus, Microporopterus, Micropterus, Microrevena, Microrhianus, Microrhinus, Microrhynchus, Microscapus, Microstegotes, Microstrates, Microstylus, Microtilodes, Microtorcus, Microtribus, Microtrupis, Microtychius, Microxylobius, Microxypterus, Microzalestes, Microzetes, Microzurus, Microzygops, Millocerus, Miloderes, Miloderoides, Mimaulodes, Mimaulus, Mimetes, Mimidendrulus, Mimiocurus, Mimiophthorus, Mimips, Mimobaris, Mimographopsis, Mimographus, Mimopentarthrum, Mimophilus, Mimophobus, Mimus, Minia, Minulus, Minyomerus, Minyops, Minyrus, Miocalles, Miocryphalus, Miorrhinus, Mioscapus, Miostictus, Miremorphus, Misetes, Misophrice, Mistosimella, Misynus, Mitomermus, Mitophorus, Mitoplinthus, Mitosoma, Mitostylus, Mitrastethus, Mitrephorus, Mnemyne, Mnemynurus, Molicorynes, Molitophilus, Molochtus, Molybdotus, Molytes, Molytophilus, Molytus, Momonus, Monarthrum, Monaulax, Monebius, Mononychus, Mononyx, Monoscapha, Montebaris, Montella, Monteus, Moracetribus, Morizus, Mormosintes, Moroderia, Moropactus, Muranus, Muschanella, Mustelinus, Mutocneorrhinus, Myarda, Myctides, Myelantia, Myelantiella, Myeloborus, Myelophilites, Myelophilus, Mylacomias, Mylacorhina, Mylacus, Myllocerinus, Myllocerops, Mylloceropsis, Myllocerus, Myllorhinus, Myociphus, Myogalus, Myoplatypus, Myorhinus, Myorrhinus, Myosides, Myossita, Myotrotus, Myrmecolixus, Myrmecorhinus, Myrmex, Myrtacebius, Myrtesis, Mystrorrhinus, Mythecops, Mythites, Nadhernus, Nannocolobodes, Nanobaris, Nanocolobodes, Nanoplaxes, Nanops, Nanus, Nastomma, Nastus, Naupactopsis, Naupactosis, Naupactus, Nauphaeus, Neaedus, Nebalis, Nechyrus, Nedestes, Nedyleda, Nedymora, Nedyus, Negritus, Neliocarus, Nemarus, Nematocerus, Nemestra, Nemobius, Nemocestes, Nemoicus, Nemopagiocerus, Nemophilus, Nemopteryx, Nemosinus, Neoantesis, Neoathesapeuta, Neobaridia, Neobaris, Neobicodes, Neobrachybaris, Neobradybatus, Neobryochaeta, Neobryocheta, Neocampyloscelus, Neocanonopsis, Neochryomera, Neochyromera, Neocimbus, Neoclenus, Neocleonus, Neocnemis, Neocoryssopus, Neocrates, Neocratus, Neocryphalus, Neocryphus, Neocryptorrhynchus, Neocyphus, Neodecilaus, Neodesmosomus, Neodiamerus, Neodryocoetes, Neoericydeus, Neoevas, Neogivenius, Neoglostatus, Neoherpisticus, Neohustachius, Neohyborrhynchus, Neohylesinus, Neohyorrhynchus, Neolyboeba, Neomadarus, Neomagdalis, Neomastix, Neomecopus, Neomelanterius, Neomerimnetes, Neomias, Neomycta, Neomystocis, Neonanus, Neoniphades, Neopachytychius, Neopanscopus, Neoparyonychus, Neopentarthrum, Neophloeotribus, Neophrystanus, Neophytoscaphus, Neopityophthorus, Neoplinthus, Neoporopterus, Neopteleobius, Neoptochus, Neopyrgops, Neorhyncolus, Neoscambus, Neosharpia, Neosphrigodes, Neosystates, Neoteripelus, Neotocerus, Neotomicus, Neotorneuma, Neotrachyostus, Neotylodes, Neoxyloctonus, Neoxyonyx, Neozeneudes, Nephodes, Neplaxa, Neptaphilus, Nerthops, Nertinus, Nertocholus, Nertus, Nesendaeus, Neseremnus, Nesiotes, Nesobaris, Nesogenocis, Nesotocus, Nestrada, Nestrius, Nettarhinus, Neu-seeland, Neumatora, Neuphaeus, Nicaeana, Nicentridia, Nicentrites, Nicentrus, Niconotus, Nigrites, Nigritus, Niphades, Niphadonyx, Nipponiphades, Nipponopolygraphus, Niseida, Nocheles, Nodierella, Nodocnemus, Nomebius, Nomidus, Nonnotus, Nosorhinus, Notesia, Notesiaspis, Nothaldonus, Nothapocyrtus, Nothoballus, Nothognathus, Nothoperissops, Nothrodes, Notiopatae, Notiosomus, Notocalviceps, Notocryptorhynchus, Notocryptorrhynchus, Notogronops, Notolomus, Notonophes, Notophus, Notoplatypus, Nototragopus, Notoxyleborus, Novitas, Nucterocephalus, Nupterocephalus, Nychiomma, Nyella, Nyphaeba, Nyssonotus, Nyxetes, Oarius, Occylotrachelus, Ochrinulus, Ochrometa, Ochronanus, Ochrophoebe, Ochtarthrum, Ochyromera, Oclandius, Ocoblodes, Octotoma, Ocynoma, Oditesus, Odoacis, Odoanus, Odontemachus, Odontobaris, Odontobarus, Odontocholus, Odontocnemus, Odontocorynus, Odontoderes, Odontomaches, Odontopus, Odontorhinus, Odontorrhinus, Odosyllis, Odozetes, Oebrius, Oemethylus, Oenassus, Oenochroma, Olanea, Olbiodorus, Oligobaris, Oligocholus, Oligolochus, Oligopus, Olonthogaster, Olsufieffella, Omias, Omicas, Omileus, Omobaris, Omoeacalles, Omogonia, Omogonus, Omoides, Omoionotus, Omoiotus, Omophorus, Omorophius, Omotrachelus, Omphasus, Omydaus, Onchorhinus, Onchoscelis, Oncorhinus, Oncorrhinus, Oncoscelis, Oncylotrachelus, Onesorus, Onias, Onidistus, Onocyma, Onthotomicus, Ontobaris, Ontocteterus, Onychilis, Onychobaris, Onychogymnus, Onycholips, Onychopoma, Oocorynus, Oodemas, Oomorphidius, Oops, Oopterinus, Oosomus, Opertes, Opetiopteryx, Ophryastes, Ophryodotus, Ophryota, Ophrythyreocis, Ophtalmorrhynchus, Ophthalamycterus, Ophthalmoborus, Ophthalmorychus, Opitomorphus, Oplocnemus, Opseobaris, Opseorrhinus, Opseoscapha, Opseotapinotus, Opseotrophus, Opsittis, Optatus, Opuntiaphila, Orchestes, Orchestoides, Orchestomerus, Orchidophilus, Oreda, Oreocharis, Oreorhynchus, Oreorrhinus, Oreoscotus, Oreosystates, Orichora, Origenes, Orimodema, Orimus, Orissus, Orobites, Orobitis, Orochlesis, Orophiopsis, Oropterus, Orosiotes, Orothreptes, Orpha, Orphanistes, Orphanyasmus, Orsophagus, Orthaspistes, Orthobaridia, Orthobaris, Orthochaetes, Orthocnemus, Orthocyrtus, Orthomerinus, Orthomias, Orthomycterus, Orthoporopterus, Orthoptochus, Orthorhinus, Orthoris, Orthorrhinus, Orthotemnus, Orthotomicus, Orthotomides, Ortycus, Oryssus, Oryx, Osaces, Osphilia, Osphiliades, Osseteris, Ostra, Othiorhynchus, Othippia, Otideres, Otidocephalus, Otidoderes, Otiocephalus, Otiorhynchus, Otiorrhunchus, Otiorrhynchus, Otiorynchus, Ottinychus, Ottistira, Ouroporopterus, Ovanius, Oxoplatypus, Oxydema, Oxyderces, Oxymelus, Oxynia, Oxyonyx, Oxyonyxus, Oxyophthalmus, Oxyops, Oxypteropsis, Oxypterus, Oxytenopterus, Ozoctenus, Ozodendron, Ozopemon, Ozophagus, Ozopherus, Pachnaeus, Pachneus, Pacholenus, Pachybaris, Pachycentrinus, Pachycerus, Pachycotes, Pachyderis, Pachydon, Pachygaster, Pachygeraeus, Pachylobius, Pachymastax, Pachynoderes, Pachynotus, Pachyonix, Pachyonyx, Pachyops, Pachypeza, Pachyphanes, Pachyporopterus, Pachyprypnus, Pachyrhinus, Pachyrhynchidius, Pachyrhyncus, Pachyrrhynchus, Pachystylus, Pachytheantis, Pachytragopus, Pachytrichus, Pachytrogus, Pachytychius, Pacomes, Pactola, Pactorhinus, Pactorrhinus, Pacytychius, Paedaretus, Paelocharis, Paepalophorus, Paepalosomus, Pagiocerus, Pagiophloeus, Paipalenotus, Paipalesomus, Palaechthus, Palaechtodes, Palaeocorynidius, Palaeocorynus, Palaeopus, Paleophthorus, Paleoscolytus, Paleosinus, Paleticus, Paletonidistus, Palistes, Palmatodes, Palmocentrinus, Palocopsis, Palocus, Pamoderes, Pamphaea, Panaphilis, Pandeleteinus, Pandeleteius, Panigena, Panolcus, Panophthalmus, Panopides, Panoptes, Panoptidius, Panormus, Panscopidius, Pansmicrus, Pantiala, Pantomorus, Pantoplanes, Pantopoeus, Pantoreites, Pantorhytes, Pantorrhytes, Pantoteles, Pantoxystus, Panus, Paophilus, Paraboscarius, Paracaerius, Paracairius, Paracamptopsis, Paracamptorrhinus, Paracamptus, Paraceratopus, Paracorthylus, Paracorynemerus, Paracyclomaurus, Paracythopeus, Parafishonia, Paragarnia, Parageraeus, Paraglostatus, Paragoges, Paragraphus, Parahyborrhynchus, Parahypera, Paraleptops, Paralichnus, Parallelaclees, Parallelodemas, Parallelosomus, Paramadarus, Paramecops, Parameira, Parameleus, Paramnemyne, Paramnemynellus, Paramorphocerus, Paranaenomus, Paranalcis, Paranametis, Paranathaniops, Paranchonus, Paranerthops, Paranomocerus, Paranoplus, Paranthonomus, Paraorus, Paraoxyonyx, Parapantomorus, Paraphilernus, Parapionus, Parapiperis, Paraplesius, Paraplinthus, Parapries, Paraptochus, Parasaldius, Parascythropus, Parasitones, Parasolaria, Parasomenes, Parasomus, Parasphaerotrypes, Parasphenogaster, Parastylus, Parasycites, Parasyprestia, Parasystates, Paratactus, Parathestonia, Paratimorus, Paratituacia, Paratmetus, Paratorcus, Paratrachyphloeus, Paratychius, Paraulosomus, Paraxyleborus, Parazurus, Parazygops, Pardisomus, Parempleurus, Paremydica, Parendaeopsis, Parendymia, Parepiphylax, Pareusomus, Parexilis, Parexophthalmus, Parimera, Parisacalles, Parisocordylus, Parisomias, Parisoschoenus, Parix, Parnemoicus, Paroditesus, Paromalia, Paromias, Paroryx, Paroxyonyx, Paryonychus, Paryzeta, Pasurius, Paulsenius, Peclavia, Peclaviopsis, Pedanus, Pedetes, Pedetinus, Pelamis, Pelecinus, Pelenomus, Pelenosomus, Peleropsella, Peleropus, Pelicerus, Peliobia, Peliocis, Pelolorhinus, Pelonomus, Peloropus, Pelororhinus, Pelororrhinus, Peltophorus, Peltotrachelus, Pempheres, Pempheromima, Pentacerus, Pentacoptus, Pentacotaster, Pentamimus, Pentarthrinus, Pentarthrocis, Pentarthrodes, Pentarthrophasis, Pentarthrum, Pentarthum, Pentatemnus, Penthoscapha, Pephricus, Perarogula, Perenthis, Peribleptus, Peribrotus, Perichius, Perideraeus, Periderces, Peridinetellus, Peridinetes, Peridinetus, Peridryocoetes, Perieres, Perigaster, Perimachetes, Perimachetus, Periocryphalus, Periommatus, Periorges, Peripagis, Perisochoinus, Perissops, Peristhenes, Peristoreus, Peritalaurinus, Peritaxia, Periteles, Peritelinus, Peritelodes, Peritelomus, Periteloneus, Peritelopsis, Peritelus, Peritmetus, Pernophorus, Peronaspis, Peroplatypus, Perperus, Perrhaebius, Petalochilus, Petosiris, Peucron, Pezerpes, Pezichus, Phace, Phacecorynus, Phacellopterus, Phacelobarus, Phacemastix, Phacepholis, Phacephorus, Phacrylus, Phacycerus, Phaedropholus, Phaedropus, Phaenoderus, Phaenognathus, Phaenomerus, Phaeocharis, Phaeodica, Phaeophanus, Phalantorrhynchus, Phalias, Phalidura, Phanasora, Phanerostethus, Phaops, Phaulotrodes, Phaunaeus, Phaylomerinthus, Phellocaulus, Phellodendrophagus, Phelloterus, Phelocomus, Phelypera, Phemida, Phemus, Pheromaops, Phileas, Philenis, Philernus, Philetaerobius, Philides, Philinna, Philippius, Philonis, Philopedon, Philophloeus, Philopuntia, Phlaeglymma, Phlaeoglymma, Phloeoborus, Phloeochilus, Phloeocleptus, Phloeocranus, Phloeocurus, Phloeoditica, Phloeographus, Phloeophagoides, Phloeophagomorphus, Phloeophagosoma, Phloeophagus, Phloeophthorus, Phloeopthorus, Phloeosinites, Phloeosinopsioides, Phloeosinopsis, Phloeosinus, Phloeoterus, Phloeotribus, Phloeotrogus, Phloeotrupes, Phloeotrypetus, Phloiotribus, Phlyctinus, Phlyda, Phoenicobates, Phoenicobatopsis, Phoenicogenus, Phoenoderus, Phoenodus, Phoeosinus, Pholicodes, Pholidoforus, Pholidonotus, Phollicodes, Phoropholus, Phorostichus, Phoxoteles, Phoxus, Phraotes, Phrenozemia, Phrixosoma, Phronira, Phrydiuchus, Phrygena, Phrynixius, Phrynixodes, Phrynixus, Phrystanus, Phthorius, Phthorophloeus, Phycocoetes, Phygothalpus, Phylaitis, Phylanticus, Phyllerastes, Phyllobioides, Phyllobius, Phyllodytes, Phyllodytesius, Phyllolytus, Phyllomanes, Phyllonomus, Phyllotrox, Phymatinus, Phymatophosus, Phyrdenus, Physarchus, Physobaris, Physomerus, Physoproctus, Physothorus, Phytobius, Phytonomus, Phytophilus, Phytoscaphus, Phytotribus, Phyxelis, Piaromias, Piazocaulus, Piazolechriops, Piazomias, Piazorhinus, Piazorrhinus, Piazorus, Piazurus, Picumnus, Piezocnemus, Piezoderes, Piezonotus, Piezorhopalus, Pileophorus, Pimelata, Pimelia, Pimelocerus, Pimelorrhinus, Pinacopus, Pinarus, Piniphilus, Piotypus, Piperis, Piperius, Pisaeus, Pisodes, Pissocles, Pissodes, Pithecomus, Pityoborus, Pityoceragenes, Pityodendron, Pityogenes, Pityokteines, Pityophilus, Pityophthoridea, Pityophthoroides, Pityophthorus, Pityopthorus, Pityotrichus, Placoderes, Plaesiorhinus, Plagiocorynus, Plagiographus, Plagiopisthen, Plasiella, Plasilia, Plasiliopsis, Plastoleptops, Plastologus, Platyacus, Platyamomphus, Platyaspistes, Platybaris, Platycleidus, Platycopes, Platydactylus, Platygaster, Platygasteronyx, Platylaemus, Platymetopon, Platymetopus, Platymycterus, Platynanus, Platynotocis, Platyomicus, Platyomida, Platyomus, Platyomus, Platyonyx, Platypachus, Platypachys, Platyphaeus, Platyphysus, Platypicerus, Platypinus, Platypodidarum, Platyporopterus, Platypterocis, Platypus, Platyrhynchus, Platyrrhinus, Platyrynchos, Platyscapulus, Platyscapus, Platysma, Platyspartus, Platytarsulus, Platytarsus, Platytenes, Platytrachelus, Platyurus, Plaxes, Plectrodontus, Plectromodes, Plectrophorus, Plenaschopsis, Plesianones, Plesiobaris, Plesiophthorus, Plessisellus, Plethes, Pleurodirus, Plinthinella, Plinthodes, Plinthomeleus, Plinthus, Plocamus, Plocetes, Plococerus, Plococompsus, Plotnus, Pnigodes, Pocoesthes, Podalia, Podeschrus, Podionops, Podomincus, Poecilips, Poecilma, Poecilocaulus, Poecilogaster, Pogonorhinus, Pollendera, Polpones, Polycatus, Polyclaeis, Polycleidellus, Polycleis, Polycomus, Polycorinus, Polycreta, Polydacrys, Polyddacrys, Polyderces, Polydercicus, Polydius, Polydrosodes, Polydrosus, Polydrusus, Polydus, Polygraphus, Polylophus, Polymicrus, Polyphon, Polyphrades, Polyponus, Polyrhabdotus, Polyteles, Polytelidius, Polyzelus, Pomphus, Poophagus, Porocleonus, Porohylobius, Porophorus, Poropterculus, Poropterellus, Poropterinus, Poropteroides, Poropteropsis, Poropterus, Pororhynchus, Pororrhynchus, Porpacus, Porteriella, Porthetes, Poteriothorax, Pouesthes, Pparchus, Praepodes, Prantisus, Praodes, Praolepra, Preglyptobaris, Premnobius, Premnophilus, Premnotrypes, Prepodellus, Prepodes, Priocnemus, Priocyphus, Prionobaris, Prionobrachium, Prionomerus, Prionosceles, Pristimerus, Pristirrhina, Proapocyrtus, Probastactes, Problechilus, Problochelus, Proboscarius, Procholus, Prochramesus, Proconus, Procryphalus, Proctorus, Procuranigus, Prodialomia, Prodinus, Prodotes, Proëces, Progenius, Prognathotrichus, Proictes, Proictidius, Promecaspis, Promecops, Promecotarsus, Prophaesia, Prophalidura, Prorhianus, Prosayleus, Proscephaladeres, Proscoporrhinus, Prosoestus, Prospelates, Prospoliata, Prostomus, Protenomus, Protogonum, Protohylastes, Protolobus, Protopalus, Protopityophthorus, Protoplatypus, Protosinus, Protostrophus, Prowebbia, Proxyrodes, Proxyrus, Pruniphagus, Prypnus, Psaldus, Psalidimomphus, Psalidium, Psalidura, Psalistus, Psallidium, Psapharus, Pselactus, Pselophax, Pseniclea, Psepholacipus, Psepholasoma, Psepholax, Pseudacalles, Pseudacamptus, Pseudaclees, Pseudalophus, Pseudambates, Pseudanchonus, Pseudanthonomus, Pseudapocyrtus, Pseudapotrepus, Pseudapries, Pseudechinosoma, Pseudelissa, Pseuderodiscus, Pseudeurhinus, Pseudeustylus, Pseudhyperodes, Pseudhypoptus, Pseudiphisus, Pseudips, Pseudoacacacis, Pseudoacalles, Pseudobagous, Pseudobalaninus, Pseudobaridia, Pseudobaris, Pseudoblosyrus, Pseudocentrinus, Pseudocholus, Pseudochramesus, Pseudocionus, Pseudocleonus, Pseudocneorrhinus, Pseudocoeliodes, Pseudocoptus, Pseudocorthylus, Pseudocosmoderes, Pseudocossonus, Pseudocratopus, Pseudocryphalus, Pseudocrypturgus, Pseudocyphus, Pseudoderelomus, Pseudodesmidophorus, Pseudodiamerus, Pseudogarnia, Pseudogeraeus, Pseudohadronotus, Pseudohycanus, Pseudohylesinus, Pseudohylocurus, Pseudohyorrhynchus, Pseudolacordairius, Pseudolechriops, Pseudoleptops, Pseudolignyodes, Pseudolus, Pseudomadarus, Pseudomeira, Pseudomelactus, Pseudomesites, Pseudomesoxenus, Pseudometyrus, Pseudomicracis, Pseudomimus, Pseudomolius, Pseudomopsis, Pseudomus, Pseudomydaus, Pseudomyllocerus, Pseudonanus, Pseudonidistus, Pseudonotonophes, Pseudopantomorus, Pseudopentarthrum, Pseudoperissops, Pseudophloeophagus, Pseudophloeotribus, Pseudophytobius, Pseudopiazurus, Pseudopinarus, Pseudopityophthorus, Pseudoplatymerus, Pseudopoecilips, Pseudopolygraphus, Pseudoporopterus, Pseudoproictes, Pseudoptatus, Pseudoptochus, Pseudorancea, Pseudorchestes, Pseudoreda, Pseudorhianus, Pseudorthomerinus, Pseudorthoris, Pseudosaldius, Pseudosclerosomus, Pseudoscolochirus, Pseudosphaeropterus, Pseudostenoscelis, Pseudostenotrupis, Pseudostoreus, Pseudostromborrhinus, Pseudostyphlus, Pseudosystates, Pseudotaenophthalmus, Pseudotanaos, Pseudotanymecus, Pseudotepperia, Pseudothamnurgus, Pseudotherebus, Pseudothysanoes, Pseudotorcus, Pseudotoxus, Pseudottistira, Pseudowebbia, Pseudoxyleborus, Pseudoxylechinus, Pseudoxyonyx, Pseuonyx, Psilocaulus, Psilomerus, Psilorhinus, Psilorrhinus, Psilosomus, Psilotrogus, Psiona, Psomeles, Psomus, Psydestis, Pteleobius, Pteracanthus, Pterocyclon, Pterocyclonoides, Pteroplectus, Pteroporopterus, Pteroporus, Pterotomus, Pterotropis, Pterygonus, Ptilopodius, Ptilopus, Ptinus, Ptochella, Ptochidius, Ptochus, Ptolycus, Ptous, Ptyctonotus, Puranius, Putatocentrus, Pycnambates, Pycnarthrum, Pycnobaris, Pycnochirus, Pycnogeraeus, Pycnonicentrus, Pycnophilus, Pycnopus, Pycnorthoris, Pycnotheantis, Pyctoderes, Pylarus, Pyrgops, Pyrodes, Pyropus, Pythis, Queenslandica, Rabdotorhinus, Rachidiscodes, Rachidiscus, Rachiodes, Rachys, Radamus, Ramphus, Rancea, Ranceoma, Raptinus, Rebius, Rectosternum, Reichertia, Reitteria, Relistrodes, Rembus, Remertus, Renocis, Revena, Reveniopsis, Rhachiodes, Rhadinocerus, Rhadinocopes, Rhadinomerus, Rhadinopus, Rhadinoscapus, Rhadinosomus, Rhaebocnemocis, Rhamphocolus, Rhamphus, Rhaptinus, Rhecas, Rhetogenes, Rhianinus, Rhianopsis, Rhianus, Rhigopsidius, Rhigopsis, Rhigus, Rhina, Rhinanisus, Rhinaria, Rhinastus, Rhinidotasia, Rhinobatus, Rhinochaenus, Rhinochenus, Rhinochrosis, Rhinocoetus, Rhinocyllus, Rhinodes, Rhinodontus, Rhinognathus, Rhinolaccus, Rhinolius, Rhinomias, Rhinoncomimus, Rhinoncus, Rhinoplethes, Rhinoscapha, Rhinoscythropus, Rhinosimus, Rhinosomphus, Rhinospathe, Rhinospathus, Rhinusa, Rhombosoma, Rhopalocryphus, Rhopalomerus, Rhopalopleurus, Rhopalopselion, Rhoptobaris, Rhyephenes, Rhynchaenus, Rhynchites, Rhynchitis, Rhynchobaris, Rhynchodes, Rhynchoenus, Rhyncholobus, Rhyncholus, Rhynchomys, Rhynchopterus, Rhynchuchus, Rhyncobaris, Rhyncogonus, Rhyncolosoma, Rhyncolus, Rhyncophorus, Rhynogryphus, Rhyparonotus, Rhyparophilus, Rhyparosomus, Rhyparus, Rhypastus, Rhypax, Rhypochromus, Rhypodillus, Rhyssocarpus, Rhyssomatus, Rhythirrinus, Rhytideres, Rhytidobaris, Rhytidoderes, Rhytidoglymma, Rhytidophloeus, Rhytidosomus, Rhytirhinus, Rhytirrhinus, Riboseris, Riehlia, Rileyonymus, Rimboda, Roalius, Rodotymus, Roptoporus, Ruguloscolytus, Rungsonymus, Rungsythropus, Rutidosoma, Rynchaenus, Rynchites, Rynchophorus, Ryparus, Ryssocarpus, Rystheus, Rytonia, Sablones, Saginesis, Saladorhynchus, Salbachia, Salcus, Saldiopsides, Saldiopsis, Saldius, Saliciphilus, Salius, Salmites, Salpingus, Sampsonius, Saphorrhynchus, Sapotes, Saranthebaris, Sarapus, Sargon, Saurophthalmus, Sauroptilius, Saurotocis, Scaevinus, Scambanus, Scambus, Scaphostethus, Scedasus, Scelodolichus, Scepticus, Schaumius, Schedlarius, Schedlia, Schelopius, Schimatocheilus, Schoenherria, Schönherria, Schuppeli, Schylus, Sciadrusus, Sciaphilus, Sciaphobus, Sciatropus, Scierus, Sciobius, Sciomias, Sciopithes, Sciorhinus, Sclerobaris, Sclerocardius, Sclerococcus, Sclerocyrtus, Sclerodontus, Sclerolips, Sclerolophus, Scleronychius, Scleropoides, Scleropteridius, Scleropterus, Sclerorinus, Sclerorrhinella, Sclerorrhinus, Sclerosomus, Scoliocerus, Scolithus, Scolopterus, Scolyphrus, Scolytochelus, Scolytocleptes, Scolytodes, Scolytogenes, Scolytomimus, Scolytoplatypus, Scolytoproctus, Scolytopsis, Scolytotarsus, Scolytus, Scotasmus, Scotinocis, Scotoeborus, Scotoephilus, Sculptosternum, Scybis, Scymnoplastophilus, Scyphotychius, Scytha, Scythropus, Secania, Sediantha, Seidlitzia, Selasella, Selenotrachelus, Seleuca, Selleschus, Selocomis, Semelima, Semiathe, Semicardius, Semilina, Semio, Semnorhynchus, Semnorrhynchus, Seneciobius, Sepiomus, Sericopholus, Sericotrogus, Sermysatus, Serrastus, Serrotelum, Setantus, Sharpia, Sibariops, Sibariopsida, Sibinia, Sibynes, Siderodactylus, Sidomenia, Sigastus, Silpha, Simachus, Simallus, Simo, Simocopis, Simophorus, Sindesus, Sinophloeus, Sipalus, Sirabia, Siron, Siropetis, Sistellorhynchus, Sitanus, Siteytes, Sitona, Sitonapterus, Sitones, Sitonia, Sitonidius, Smicraulax, Smicronyx, Sodesia, Solanophagus, Solaria, Solariola, Solariopsis, Solenobaris, Solenobathys, Solenopterus, Solenopus, Solenorhinus, Solenorrhinus, Solenosternus, Solobrachis, Solobrachius, Somatodes, Somenes, Somerenius, Sonnetius, Sophronobius, Sophronocis, Sophronomerus, Sophronopterus, Sophrorhinus, Sosgenes, Sosytelus, Spanochelus, Spartecerus, Spartocerus, Spathicranuloides, Spathidicerus, Spatorrhamphus, Spenophorus, Spermatoplex, Spermidius, Spermobaris, Spermologus, Spermophthorus, Sphadasmus, Sphaenognathus, Sphaenophorus, Sphaeorrhinus, Sphaeracus, Sphaerocorynes, Sphaerogaster, Sphaeromus, Sphaeropterus, Sphaerorhinus, Sphaerosinus, Sphaerotrypes, Sphenobaris, Sphenoceros, Sphenocorynus, Sphenogaster, Sphenomorpha, Sphenomorphoidea, Sphenosomus, Sphenus, Sphinctocephalus, Sphinctocraerus, Sphinxis, Sphodrias, Sphoerorhinus, Sphrigodes, Sphyroles, Spilonotus, Spolatia, Spoliata, Spongotarsus, Squamipsichora, Squamosinulus, Stamoderes, Starcus, Staseas, Stasiastes, Stasiodes, Stasiodis, Steganocranus, Stegomerus, Stegotes, Stegotidius, Stegotopsis, Steirarrhinus, Stelechodes, Stelorrhinus, Stenancylus, Stenobaris, Stenocarus, Stenocephalus, Stenoclyptus, Stenocorynus, Stenocyphus, Stenodema, Stenohulpes, Stenomimus, Stenopactola, Stenopentarthrum, Stenoplatypus, Stenoporopterus, Stenoptochus, Stenorrhinus, Stenoscelis, Stenotarsus, Stenotherium, Stenotis, Stenotoura, Stenotribus, Stenotrupis, Stenotylus, Stepanoderes, Stephanocleonus, Stephanoderes, Stephanopodius, Stephanorhopalus, Stephanorhynchus, Stephanorrhynchus, Steremnius, Stereobaris, Stereoborus, Stereocentrinus, Stereocorynes, Stereoderus, Stereogaster, Stereogeraeus, Stereomimetes, Stereonotus, Stereonychus, Stereorhynchus, Stereorrhynchus, Stereotribus, Steriphus, Sternechus, Sternobothrus, Sternochetus, Sternoxus, Sternuchopsis, Sternuchus, Stethelasma, Stethobaridia, Stethobaris, Stethobaroides, Stethobaropsis, Sthereus, Stiamus, Stictobaris, Stierlinia, Stigmatotrachelus, Stigmatrachelus, Stilbocara, Stilboderma, Stilbodiscus, Stomodes, Stomodesops, Storeus, Strabus, Stramia, Strangaliodes, Straticus, Strattis, Streptocranus, Stripenia, Strombophorus, Stromborhinus, Stromborrhinus, Strongylopterus, Strongylorhinus, Strongylorrhinus, Strongylotes, Strophomorphus, Strophosoma, Strophosomus, Styanax, Stygeopetes, Styliscus, Stylotentus, Styphanaderes, Styphlochaetes, Styphloderes, Styphlosoma, Styphlotelus, Styphlotychius, Styphlus, Styracopterus, Styracoptinus, Styracopus, Styreus, Subhaptomerus, Subleptospyris, Suboxyonyx, Sueus, Sunilius, Syarbis, Sybines, Sybulus, Sycites, Symbothynus, Symmathetes, Symmerus, Sympages, Sympediosoma, Sympedius, Sympiezomias, Sympiezopellus, Sympiezopus, Sympiezorhynchus, Sympiezorrhynchus, Sympiezoscelus, Synaptocephalus, Synaptonyx, Synaptoplus, Synaptorhinus, Synergus, Synertha, Synirmus, Synnada, Synolobus, Synomus, Synosomus, Syntaphocerus, Synthlibonotus, Synthliborhynchus, Syphorbus, Syprestia, Syrichius, Syrotelus, Sysciophthalmus, Systaltopezus, Systates, Syteites, Syzygops, Tachyderes, Tachyerges, Tachygonidius, Tachygonus, Tachylechriops, Tachyopus, Tachypterellus, Taenioglyptes, Taenioglyptus, Taenophthalmus, Talanthia, Talaurinus, Talima, Tanycerus, Tanycnemus, Tanymecus, Tanyomus, Tanyremnus, Tanyrhynchus, Tanyrrhynchus, Tanysoma, Tanysomus, Tanysphyroideus, Tanystethus, Tapeinotus, Taphramites, Taphroborus, Taphrocoetes, Taphrodasus, Taphroderes, Taphronurgus, Taphrorhynchus, Taphrorrhinus, Taphrorychus, Taphrostenoxis, Taphroterus, Tapinelytrum, Tapinocis, Tapinomorphus, Tapinopsis, Tapinosomus, Tapinostethus, Tapinotus, Tapiromimus, Tarchius, Tartarisus, Tasmanica, Tatragonopsella, Taurodemus, Technites, Telangia, Telaugia, Telemus, Telenica, Teleodactylus, Telephae, Telephicus, Teloplatypus, Teluropus, Telys, Temnorrhamphus, Temnoscapus, Tenemotes, Tenemotides, Tentegia, Tepalicus, Tepperia, Terapopus, Teratonychus, Teratopactus, Teratopus, Teridates, Terioltes, Teripelus, Terires, Terminalinus, Ternova, Terporopus, Tessarocerus, Tesserocephalus, Tesserocerus, Tesserocranulus, Tesseroplatypus, Testalthea, Tetengia, Tetrabothynus, Tetracoptus, Tetracyphus, Tetragonomus, Tetragonops, Tetragonopsella, Tetragonorrhamphus, Tetralophus, Teutheria, Thaliabaris, Thamiocolus, Thamiras, Thamnobius, Thamnophila, Thamnophilus, Thamnophthorus, Thamnurgides, Thamnurgus, Thanias, Thanius, Thaumasinulus, Thaumastochirus, Thaumastophasis, Thaumastopus, Theanthis, Theantiella, Theantis, Thecesternus, Thechia, Thecorrhinus, Thegilis, Themelia, Themeropis, Theoborus, Theobromaphilus, Theoclia, Theogama, Theognete, Therebiosoma, Therebus, Theryus, Thesius, Thestonia, Thinoxenus, Thisus, Thomsoneonymus, Thoracocyphus, Thoracus, Thotmus, Thrasyomus, Threcticus, Thricolepis, Thricomigus, Thriconotus, Throgonius, Thyestetha, Thylacites, Thylacosternus, Thylurcos, Thysanocnemis, Thysanoes, Tiarophorus, Tigones, Timareta, Timola, Timorus, Timus, Tiphaura, Tiretia, Tistortia, Tistortiella, Titanobaris, Tithene, Titinia, Tituacia, Tocris, Togezo, Tolmesis, Tomicoproctus, Tomicus, Tomolips, Tonesia, Topelatus, Torcaspis, Torcobius, Torcus, Torilus, Tormeuphorus, Torneuma, Torneutes, Torostoma, Tosastes, Tosaxyleborus, Toura, Tournieria, Touropsis, Toxeres, Toxerus, Toxeutes, Toxophorus, Toxophthorus, Toxorrhynchus, Trachalus, Trachelomorphus, Trachelus, Trachodema, Trachodes, Trachodina, Trachodius, Trachybaris, Trachycyrtus, Trachydemus, Trachyglyphus, Trachymeropsis, Trachymerus, Trachyodes, Trachyostus, Trachyphilus, Trachyphlaeus, Trachyphloeocetus, Trachyphloeoides, Trachyphloeomimus, Trachyphloeophana, Trachyphloeops, Trachyphloeosoma, Trachyphloeus, Trachyplacus, Trachysoma, Traglostus, Tragopus, Tranes, Trapezirrhynchus, Traphecorynus, Tremolerasiella, Trepimetus, Trepobaris, Treptoplatypus, Tretus, Triarmocerus, Trichacorynus, Trichalophus, Trichanthonomus, Trichaptus, Trichobalaninus, Trichobaris, Trichobaropsis, Trichocaullus, Trichocnemus, Trichocyphus, Trichodirabius, Trichodocerus, Trichogonus, Trichomagdalis, Trichonaupactus, Trichoxymus, Tricolus, Triconotus, Triglyphulus, Trigonobaris, Trigonocolus, Trigonogenius, Trigonops, Trigonopterus, Trigonoscuta, Trigonosomus, Trigonospartus, Trigonus, Trinacria, Triotemnus, Triozastus, Tripestes, Tripusidia, Tripusus, Trischidias, Tristanodes, Troezon, Trogatia, Trogatiella, Trogloditica, Troglorhynchus, Troglorrhynchus, Tropidobaris, Tropidotasia, Tropiphorus, Tropirhinus, Tropirrhinus, Trypanophellos, Trypetes, Trypocranus, Trypodendron, Trypographus, Trypophloeus, Trypopremnon, Tryptocis, Trysibius, Tsianina, Tuberoservus, Tudenia, Tudeniaspis, Tychanopais, Tychanus, Tychiodes, Tychiorhinus, Tychius, Tychreus, Tylocis, Tyloderes, Tyloderma, Tylodes, Tylodestes, Tylodinus, Tylodrosus, Tylomus, Tylopholis, Tylopterus, Tylotus, Tymnichus, Typhloglymma, Typhloporus, Tyrannion, Tyriotes, Tyriotydeus, Tyrpetes, Tyrtaeosellus, Tyrtaeosus, Tyrteosus, Tysius, Tythobaris, Tytthomimus, Ubichia, Udeus, Ulobaris, Ulocerus, Ulomascus, Ulosominus, Ulosomus, Umzila, Unas, Urdugraphus, Uroleptops, Urometopus, Urorrhynchus, Ursidius, Ustavenus, Valdenus, Valliopsis, Vallius, Vanapa, Vitaderes, Viticis, Vouauxia, Wagneriella, Webbia, Weiseriella, Wiburdia, Willinkia, Wollastonicis, X, Xanthus, Xeda, Xelyborus, Xenacalles, Xenia, Xeniella, Xenisus, Xenocnema, Xenomicrus, Xenomimetes, Xenopus, Xenorrhinus, Xenosomatium, Xenosomina, Xenosomus, Xenospilus, Xenotrupis, Xenotychius, Xerostygnus, Xestips, Xestocis, Xestoderma, Xestogaster, Xestophasis, Xestorhinus, Xestosoma, Xiphaspis, Xola, Xychusa, Xyleboricus, Xyleborinus, Xyleborips, Xyleborites, Xyleborus, Xylechinites, Xylechinops, Xylechinosomus, Xylechinus, Xylinophorus, Xylochilus, Xylocleptes, Xylocryptus, Xyloctonus, Xylogopinus, Xylopertha, Xylosandrus, Xyloterinus, Xyloterus, Xynaea, Xystus, Zacladus, Zaglyptoides, Zaglyptus, Zaisania, Zalestes, Zalinus, Zantes, Zantoidus, Zascelis, Zathanius, Zeacalles, Zeione, Zena, Zenagraphus, Zeneudes, Zenographus, Zenoporopterus, Zenoteratus, Zeopus, Zephiantha, Zephryne, Zeugenia, Zeugorygma, Zubkovi, Zurus, Zygara, Zygobarella, Zygobarinus, Zygobaris, Zygobaroides, Zygobs, Zygomicrus, Zygophloeus, Zygops, Zygopsella, Zygopsides, Zygozalestes, Zymaus, Zyrcosa, Zyrcosoides, Zyzzyva
- Premnotrypes latithorax
- Rhamphus pulicarius
- Phyllerythrurus sanguinolentus
- Datonychus melanostictus
- Apion cruentatum
- Odoiporus longicollis
- Protonaupactus sobrinus

## Vanjske poveznice
|  | Zajednički poslužitelj ima još gradiva o temi Curculionidae |
|  | Wikivrste imaju podatke o taksonu Curculionidae             |